# Peucoteles herpestica
Peucoteles herpestica är en fjärilsart som beskrevs av Edward Meyrick 1931. Peucoteles herpestica ingår i släktet Peucoteles och familjen stävmalar. Inga underarter finns listade i Catalogue of Life.